# 斯里马托布尔
斯里马托布尔是印度拉贾斯坦邦尼姆加塔纳县的一个城镇。总人口28480（2001年）。

## 人口
该地2001年总人口28480人，其中男性15004人，女性13476人；0—6岁人口4500人，其中男2448人，女2052人；识字率66.16%，其中男性为76.57%，女性为54.56%。